# Comic Book Guy
Jeff Albertson, "the Comic Book Guy" eller "serietidningskillen", (spelad av Hank Azaria) är en rollfigur i den animerade tv-serien Simpsons som bor på 52577 Springfield Arms. Många fans hade undrat över hans namn, medan många inte ville veta, det avslöjades därför i det avsnitt som sändes närmast Super Bowl för att så många som möjligt skulle kunna få veta så tidigt som möjligt. Hank Azaria baserar rösten på personer han kände i college.

## Biografi
Jeff kallas vanligen bara för "serietidningskillen" eller "the Comic Book Guy" och är ägaren till serietidningsaffären The Android's Dungeon & Baseball Card Shop.
Den kraftige serietidningskillen är måhända mest känd för sina sarkastiska kommentarer. Hank Azaria baserar "the comic book guys" röst på en kille som bodde i samma korridor som honom i college. En av hans mest kända uttryck är "Worst episode ever". Har bott i Hollywood och adopterade då Prius från Kambodja. Jeff är skapare av serietidningsfiguren Everyman., har 170 i IQ och är med i Mensa. Han leder kursen Shaloin Kung Fu på Springfield Recration Center. Han har en gång ställt upp som borgmästarkandidat, men blev inte vald. Han är en känd släkting till "Comic Book Gay", som gillar vissa typer av serier.

## Kärleksliv
Comic Book Guy gifter sig i ett avsnitt med Mrs Krabappel, men hon lämnar honom i slutet av avsnittet.
Han har även varit ihop med Rektor Skinners mor Agnes Skinner i ett avsnitt sedan han drabbades av en hjärtattack, en romans som tar slut när han arresteras för upphovsrättsbrott. Han har flera gånger mejlat Nichelle Nichols, som spelade i tv-serien Star Trek, och bett om dejter. När hon slutligen dök upp i hans butik hade han paj i ansiktet - efter att Homer Simpson utklädd till Pie Man hämnats på honom för hans skrupelfria beteende mot barn i butiken - och hon går genast därifrån igen, med kommentaren "Jag sa det till Shatner och jag säger det till dig; 'jag dejtar inte en kille med paj i ansiktet'".

## Halloweenavsnitt
I ett halloweenavsnitt av Simpsons spelade han superskurken "The Collector" som kidnappade Lucy Lawless. "Stretch Dude" och "Clobber Girl" kom till Lucys räddning och lyckades frysa in "The Collector" i plexiglas.